# Fūka Idoabigail
Fūka Idoabigail (japanisch 井戸 アビゲイル 風果 Ido Abigairu Fūka; * 15. Juni 2001) ist eine japanische Leichtathletin, die sich auf den Sprint spezialisiert hat.

## Sportliche Laufbahn
Erste internationale Erfahrungen sammelte Fūka Idoabigail im Jahr 2017, als sie bei den Jugendasienmeisterschaften in Bangkok in 24,60 s die Bronzemedaille im 200-Meter-Lauf gewann. 2023 schied sie bei den World University Games in Chengdu mit 24,17 s im Halbfinale aus und belegte mit der japanischen 4-mal-100-Meter-Staffel in 44,66 s den vierten Platz.
2023 wurde Idoabigail japanische Meisterin in der 4-mal-100-Meter-Staffel.

## Persönliche Bestleistungen
- 100 Meter: 11,78 s (−0,1 m/s), 5. August 2019 in Okinawa
- 200 Meter: 23,73 m (+1,3 m/s), 21. August 2021 in Matsumoto